# Born Here Live Here Die Here
Born Here Live Here Die Here — седьмой студийный альбом американского кантри-певца Люка Брайана, выпущенный 7 августа 2020 года. Диск дебютировал на пятом месте американского хит-парада Billboard 200, одновременно возглавив и Top Country Albums. Это его девятый чарттоппер в кантри-чарте.
Альбом включает синглы «Knockin' Boots», «What She Wants Tonight» и «One Margarita».

## Об альбоме
Первый сингл «Knockin' Boots» вышел 8 апреля 2019 года в качестве дебютного с седьмого студийного альбома Брайана. «What She Wants Tonight» вышел 24 октября 2019 года в качестве второго сингла. В январе 2020 года Брайан анонсировал на Instagram название будущего альбома Born Here Live Here Die Here. В феврале 2020 года Брайан анонсировал список треков альбома с вероятной датой выхода на 24 апреля 2020 года. 13 марта 2020 года вышел третий сингл «One Margarita», который 13 апреля 2020 появился на кантри-радио. Вскоре лейбл Capitol Nashville и Брайан отложили выход альбома на 7 августа 2020 года из-за пандемии коронавируса. 12 июня 2020 года Брайан выпустил трек «Build Me A Daddy» вместе с его музыкальным видео.

## Отзывы
Альбом получил смешанные отзывы музыкальной критики и интернет-изданий: Allmusic, Entertainment Weekly, Variety.

## Коммерческий успех
Born Here Live Here Die Here дебютировал на пятом месте американского хит-парада Billboard 200 с тиражом 65 тыс. единиц, включая 48 тыс. копий, 14 тыс. стриминговых SEA-единиц (что равно 19,68 млн on-demand-потоков песен) и 2 тыс. TEA-единиц. А также он дебютировал на первом месте кантри-чарта, став 9-м чарттоппером певца в США. Это его 11-й диск в десятке лучших top-10 в Billboard 200. Впервые он там был с диском Doin’ My Thing, который достиг 6-го места в 2009 году. Также в лучшей десятке был и его альбомы Tailgates & Tanlines (№ 2, 2011), Spring Break 4… Suntan City (EP) (№ 9, 2012), Spring Break… Here to Party (№ 1, 2013), Crash My Party (№ 1, 2013), Spring Break 6… Like We Ain’t Ever (EP) (№ 2, 2014), Spring Break… Checkin’ Out (№ 3, 2016), Kill the Lights (№ 1, 2015), Farm Tour: Here’s to the Farmer (EP) (№ 4, 2016) и What Makes You Country (№ 1, 2017).
Пять синглов подряд с альбома Born Here Live Here Die Here возглавляли кантри-чарт Country Airplay:
«Knockin’ Boots» (2 недели № 1 в сентябре 2019), «What She Wants Tonight» (1, апрель 2020), «One Margarita» (2, июль 2020), «Down to One» (1, март 2021) и «Waves» (25-й чарттопер Брайана, сентябрь 2021).

## Список композиций
По данным Apple Music.
| №   | Название                       | Автор(ы)                                    | Длительность |
| --- | ------------------------------ | ------------------------------------------- | ------------ |
| 1.  | «Knockin' Boots (видео)»       | Hillary Lindsey Jon Nite Gordie Sampson     | 3:20         |
| 2.  | «What She Wants Tonight»       | Luke Bryan Ross Copperman Lindsey Nite      | 3:07         |
| 3.  | «Born Here Live Here Die Here» | Jake Mitchell Jameson Rodgers Josh Thompson | 3:46         |
| 4.  | «One Margarita (видео)»        | Michael Carter Matt Dragstrem Thompson      | 3:13         |
| 5.  | «Too Drunk to Drive»           | Bryan Carter Brandon Kinney                 | 3:27         |
| 6.  | «Build Me a Daddy»             | Mitchell Thompson Brett Tyler               | 3:09         |
| 7.  | «Little Less Broken»           | Carter Lindsay Rimes Matt Rogers            | 3:19         |
| 8.  | «For a Boat»                   | Randy Montana Thompson Walker               | 3:29         |
| 9.  | «Where Are We Goin'»           | Bryan Brent Cobb                            | 3:13         |
| 10. | «Down to One»                  | Dallas Davidson Justin Ebach Kyle Fishman   | 3:41         |

| №                   | Название                      | Автор(ы)                                   | Длительность |
| ------------------- | ----------------------------- | ------------------------------------------ | ------------ |
| 11.                 | «Country Does»                | Copperman Josh Osborne Shane McAnally      | 3:48         |
| 12.                 | «Drink a Little Whiskey Down» | Bryan Dragstrem Thompson                   | 3:16         |
| 13.                 | «Waves»                       | Zach Crowell Ryan Hurd Chase McGill        | 3:48         |
| 14.                 | «Bill Dance»                  | Bryan Rhett Akins Davidson Ben Hayslip     | 3:48         |
| 15.                 | «Up»                          | Jeremy Bussey Taylor Phillips Bobby Pinson | 3:03         |
| 16.                 | «Floatin' This Creek»         | Bryan McGill Jeff Stevens Jody Stevens     | 3:24         |
| Общая длительность: | Общая длительность:           | Общая длительность:                        | 54:51        |

## Позиции в чартах
| Чарт (2020)                              | Высшая позиция |
| ---------------------------------------- | -------------- |
| Австралия (ARIA)                         | 2              |
| Австралия (Country Albums, ARIA)         | 1              |
| Канада (Canadian Albums Chart)           | 5              |
| Шотландия (Scottish Albums Chart)        | 32             |
| Швейцария (Schweizer Hitparade)          | 14             |
| Великобритания (UK Country Albums Chart) | 3              |
| США (Billboard 200)                      | 5              |
| США (Billboard Top Album Sales)          | 2              |
| США (Billboard Top Country Albums)       | 1              |

| Чарт (2020)                          | Позиция |
| ------------------------------------ | ------- |
| Австралия (Top Country Albums, ARIA) | 10      |
| США (Top Country Albums, Billboard)  | 39      |

## Сертификации
| Регион                                                                      | Сертификация | Продажи |
| --------------------------------------------------------------------------- | ------------ | ------- |
| Канада (Music Canada)                                                       | Платиновый   | 80 000  |
| США (RIAA)                                                                  | Золотой      | 500 000 |
| Данные о продажах + прослушиваниях приведены только на основе сертификации. |              |         |